# Festival de Cannes 1953
La sixième édition du Festival de Cannes a lieu du 15 au 29 avril 1953 et se déroule au Palais des Festivals dit Palais Croisette, 50 du boulevard de la Croisette.

## Jury de la compétition
- Jean Cocteau, président (France)
- Louis Chauvet, journaliste (France)
- Titina De Filippo, actrice (Italie)
- Guy Desson, officiel MP (France)
- Philippe Erlanger, écrivain (France)
- Renée Faure, actrice (France)
- Jacques-Pierre Frogerais, producteur (France)
- Abel Gance, réalisateur (France)
- André Lang, journaliste (France)
- Georges Raguis, union officiel (France)
- Edward G. Robinson, acteur (États-Unis)
- Charles Spaak, scénariste (Belgique)
- Georges van Parys, compositeur (France)
- Bert Haanstra, courts métrages (Pays-Bas)
- Roger Leenhardt, courts métrages (France)
- René Lucot, courts métrages (France)
- Jean Queval, journaliste courts métrages (France)
- Jacques Schiltz, courts métrages (France)
- Jean Vivie, officiel CST courts métrages (France)

## Sélection officielle

### Compétition
La sélection officielle en compétition se compose de 35 films :
- Vienne, premier avril an 2000 (1. April 2000) de Wolfgang Liebeneiner
- Awaara de Raj Kapoor
- Barabbas d'Alf Sjöberg
- Bienvenue Mr Marshall (¡Bienvenido Mister Marshall!) de Luis García Berlanga
- Bongolo et la Princesse noire d'André Cauvin
- Appelez-moi Madame (Call Me Madam) de Walter Lang
- Reviens petite Sheba (Come Back, Little Sheba) de Daniel Mann
- La Légende du grand bouddha (Dabutsu Kaigen) de Teinosuke Kinugasa
- Mascarade d'amour (Doña Francisquita) de Ladislas Vajda
- Flamenco (Duende y misterio del flamenco) d'Edgar Neville
- Tourments (Él) de Luis Buñuel
- Pour les ardentes amours de ma jeunesse (För min heta ungdoms skull) d'Arne Mattsson
- Les Enfants d'Hiroshima (Genbaku no ko) de Kaneto Shindō
- Ceux d'aujourd'hui (Gendai-jin)  de Minoru Shibuya
- Horizons sans fin de Jean Dréville
- La Loi du silence (I Confess) d'Alfred Hitchcock
- Les Parents terribles (Intimate Relations) de Charles Frank
- La Marchande d'amour (La provinciale) de Mario Soldati
- Le Filet (La red) d'Emilio Fernández
- La Vie passionnée de Clemenceau de Gilbert Prouteau
- Las tres perfectas casadas  de Roberto Gavaldón
- Le Salaire de la peur de Henri-Georges Clouzot
- Les Vacances de monsieur Hulot de Jacques Tati
- Lili de Charles Walters
- Lumière sur la lande (Luz en el páramo) de Víctor Urruchúa
- Magie verte (Magia verde) de Gian Gaspare Napolitano
- Équinoxe (Nevjera) de Vladimir Pogačić
- Sans peur, sans pitié (O Cangaceiro)  de Lima Barreto
- Peter Pan de Hamilton Luske
- Sala de guardia de Tulio Demicheli
- Le Village près du ciel (Sie fanden eine Heimat) de Leopold Lindtberg
- Station Terminus (Stazione Termini) de Vittorio De Sica
- Le Fond du problème (The Heart of the Matter) de George More O'Ferrall
- Le soleil brille pour tout le monde (The Sun Shines Bright) de John Ford
- Le Renne blanc (Valkoinen peura) d'Erik Blomberg

## Palmarès
- Grand Prix : Le Salaire de la peur  de Henri-Georges Clouzot
- Prix International du film d'aventures : Sans peur, sans pitié (O Cangaceiro) de Lima Barreto
- Prix International du film de la bonne humeur : Bienvenue Mr Marshall (¡Bienvenido Mister Marshall!) de Luis García Berlanga
- Prix International du film de divertissement : Lili de Charles Walters
- Prix International du film dramatique : Reviens petite Sheba (Come Back, Little Sheba) de Daniel Mann
- Prix International du film légendaire : Le Renne blanc (Valkoinen peura) d'Erik Blomberg
- Prix International du film d'explorateur : Magie verte (Magia verde) de Gian Gaspare Napolitano
- Prix International du film le mieux raconté par l'image : Emilio Fernández pour Le Filet (La red)
- Hommage : Flamenco (Duende y misterio del flamenco) de Edgar Neville